# 海斯火山
海斯火山（Hayes Volcano）是美國的火山，位於馬塔努斯卡-蘇西特納自治市鎮，由阿拉斯加州負責管轄，距離安克雷奇135公里，海拔高度2,788米，最近一次火山噴發在1200年前左右發生。